# Fonogram díj az év hangfelvételének
A Fonogram díj az év hazai hangfelvételéért vagy daláért díjat 2002-től adják át minden évben. 2003-ig Arany Zsiráf díjként, 2004-től Fonogram díj vagy Fonogram – Magyar Zenei Díj néven osztják ki az elismerést.
2016-tól 2018-ig a díj nem került átadásra.

## Díjazottak
| Év   | Díjazott előadó(k)         | Díjazott dal                  | Jelöltek | Forrás(ok)    |
| ---- | -------------------------- | ----------------------------- | --- | ------------- |
| 2002 | Bery Váczi Eszter          | "Egyedül"                     | - United - Hajnalban még a nap is más | [ 1 ]         |
| 2003 | Groovehouse                | "Hajnal"                      | - Zanzibar - Szólj már | [ 2 ]         |
| 2004 | Hooligans                  | "Királylány"                  | - Zsédenyi Adrienn - Szeress most | [ 3 ]         |
| 2005 | Tankcsapda                 | "Örökké tart"                 | - Unique - Úton | [ 4 ]         |
| 2006 | Kistehén Tánczenekar       | "Szájbergyerek"               | - Zsédenyi Adrienn – Motel | [ 5 ]         |
| 2007 | Varga Feri & Balássy Betty | "Egy bolond százat csinál"    | - Sugarloaf - Hajnalig még van idő | [ 6 ]         |
| 2008 | Ákos                       | "Adj hitet"                   | - Szekeres Adrien - Olyan mint te | [ 7 ]         |
| 2009 | Republic                   | "Gyere közelebb, menekülj el" | | [ 8 ]         |
| 2010 | Quimby                     | "Ajjajjaj"                    | - Zséda - És megindul a Föld | [ 9 ]         |
| 2011 | Tabáni István              | "Gyönyörű szép"               | | [ 10 ]        |
| 2012 | Vastag Tamás Vastag Csaba  | "Őrizd az álmod"              | | [ 11 ]        |
| 2013 | Majka Curtis BLR           | "Belehalok"                   | | [ 12 ] [ 13 ] |
| 2014 | Deniz                      | Egyetlen                      | | [ 14 ] [ 15 ] |
| 2015 | Halott Pénz                | Valami van a levegőben        | - Ákos - Igazán - Deniz - Csoda - Honeybeast - A legnagyobb hős - Kelemen Kabátban (feat. Eckü) - Maradjatok gyerekek - Punnany Massif - Hétköznapi hősök - Quimby - Senki se menekül - Rúzsa Magdolna - Nélküled - Wellhello - Rakpart - Szabó Balázs Bandája - Hétköznapi | [ 16 ] [ 17 ] |
| 2019 | AK26                       | Blöff                         | - Follow The Flow - Nem tudja senki (Supermanagement) - Kollányi Zsuzsi x Lotfi Begi feat. Majka - Valahonnan (Magneoton) - Majka x Curtis x Király Viktor - Füttyös (Magneoton) - USNK - Posztolj (Mistral Music)                                                          |               |
| 2020 | Bagossy Brothers Company   | Olyan Ő                       | - AK26 - Pacino (szerzői kiadás) - Kovács Ákos - Felemel (Fehér Sólyom) - BSW - Yaay (szerzői kiadás) - Curtis - Lehetne újra február (Magneoton) |               |
| 2021 | Bagossy Brothers Company   | Visszajövök                   | - G.w.M. & Ginoka x Burai - Nem bánom (szerzői kiadás) - G.w.M. x Vivienne - Menj el (szerzői kiadás) - Rácz Gergő x Orsovai Reni - Mostantól (Schubert Music Publishing) - T. Danny - Megmondtam (szerzői kiadás)                                                          |               |
| 2022 | VALMAR x Manuel            | Éget a nap                    | - Azahriah x Desh - Mind1 (Supermanagement) - Lmen Prala - Polizei (szerzői kiadás) - Rúzsa Magdolna - Szembeszél (Plagiguel) - Tóth Andi - Néztek (szerzői kiadás) |               |
| 2023 | 4S Street                  | Mesélek a bornak              | - Azahriah - four moods (Supermanagement) - Beton.Hofi, Hundred Sins - BAGIRA (Universal Music) - Honeybeast x Paulina - Tele a szívem (Gold Record) - VALMAR feat. Szikora Robi - Úristen (szerzői kiadás)                                                                 |               |